# Гравина, Чезаре
Чезаре Гравина (англ. Cesare Gravina, 23 января 1858—1954) — итальянский и американский актёр немого кино.

## Биография
Чезаре Гравина родился в Неаполе. За свою карьеру снялся в шестидесяти фильмах. На экране впервые появился в 1911 году в короткометражной комедии «Родственники Буталина» и затем снялся в серии фильмов с участием этого персонажа. Некоторое время спустя переехал в США, где работал со многими известными режиссёрами, в том числе с Эрихом фон Штрогеймом, у которого снимался в фильмах «Глупые жёны», «Карусель», «Алчность» и «Свадебный марш».

## Избранная фильмография
- 1917 — / The Fatal Ring
- 1917 — Меньше пыли / Less Than the Dust
- 1920 — / Madame X
- 1922 — Глупые жёны / Foolish Wives — Чезаре Вентуччи, фальшивомонетчик
- 1923 — Карусель / Merry Go Round
- 1924 — Алчность / Greed — Зерков
- 1927 — / The Road to Romance
- 1928 — / The Trail of '98
- 1928 — Свадебный марш / The Wedding March — Мартин Шраммель
- 1928 — Человек, который смеётся / The Man Who Laughs
- 1929 — / Burning the Wind